# Acarosporium sympodiale
Acarosporium sympodiale är en svampart som beskrevs av Bubák & Vleugel 1911. Acarosporium sympodiale ingår i släktet Acarosporium och familjen Sclerotiniaceae.   Inga underarter finns listade i Catalogue of Life.